# روپرتسهوفن (بادن-وورتمبرگ)
روپرتسهوفن (به آلمانی: Ruppertshofen) یک شهر در آلمان است که در استالبکرایس واقع شده‌است.